# Torta imperial

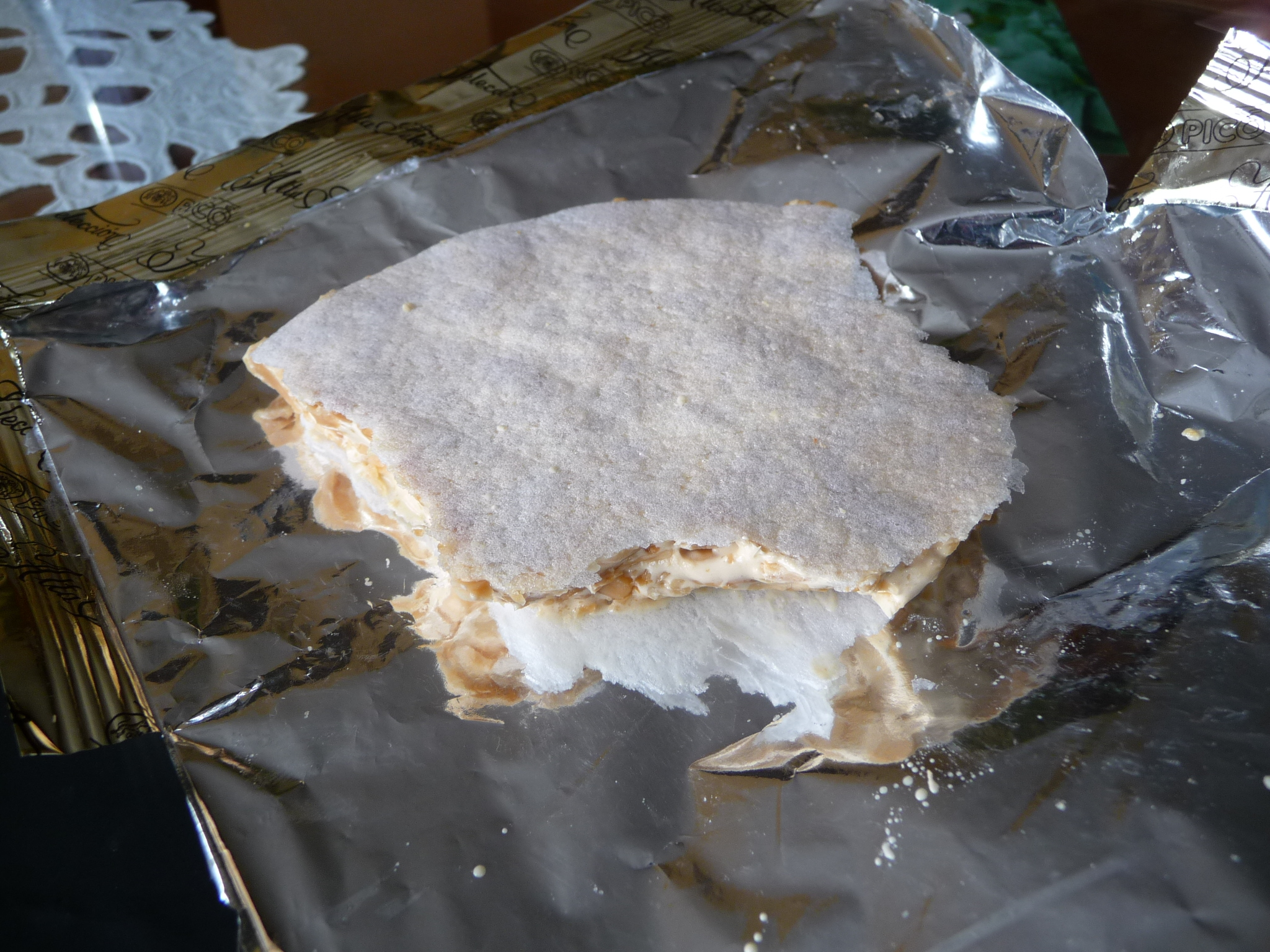
Torta imperial

La torta imperial (en algunas ocasiones oblea imperial) es una elaboración típica de la repostería española que consiste en una pieza redonda (de unos treinta centímetros de diámetro aproximadamente) de turrón (turrón de Alicante, en este caso se suele denominar torta imperial de Alicante).

## Ingredientes
Los principales ingredientes son: almendras (generalmente almendra marcona), azúcar o miel y huevo y recubierta de un papel de arroz. El grosor final de la torta es de aproximadamente un centímetro y suele rondar los 200 gramos de peso. Al igual que los turrones desde el año 2000 se suele elaborar sin azúcares.